# Джуринський Віталій Олександрович
Джуринський Віталій Олександрович (14 жовтня 1966, Арциз, Одеська область, Україна) — засновник і власник групи компаній VIDI, Кандидат юридичних наук, Заслужений економіст України.

## Біографічна довідка
Народився 14 жовтня 1966 в Арцизі, Одеської області в сім'ї службовців. У 1983 році, після закінчення Баришівської середньої школи № 1, продовжив навчання в Одеському технічному училищі, яке закінчив у 1984 році з відзнакою.
У 1991 році закінчив з відзнакою юридичний факультет Київського державного університету імені Тараса Шевченка. З 1991 по 1994 рік навчався в аспірантурі Київського державного університету імені Тараса Шевченка. Кандидат юридичних наук. З 1995 по 1996 рік — асистент кафедри цього ж університету.
16 травня 1994 року заснував своє перше підприємство, яке пізніше розвинулося в групу VIDI. З того часу особисто керував власним бізнесом. У листопаді 2012 року, очолив Наглядову раду VIDI, зосередившись на стратегічних питаннях розвитку бізнесу, а також на питаннях представництва інтересів компанії у ділових, міжнародних колах, в органах державної влади та  перед громадськістю.
VIDI є офіційним дилером 18 автомобільних і 2 мотобрендів в Києві та Одесі, дистриб’ютором в Україні мототехніки Yamaha. Крім того, у групи є власний страховий бізнес (VIDI Страхування) та лізингова компанія (VIDI Лізинг). Ще один логістичний бізнес   — BLG VIDI Logistics — працює в партнерстві з німецькою компанією BLG.
Член Ради з питань підтримки підприємництва — консультативно-дорадчого органу при Президентові України (з 27 червня 2025).

## Особисте життя
Одружений. Має сина Олександра Джуринського, 1991 року народження. Олександр Джуринський працює у групі компаній VIDI на посаді керівника бізнесу VIDI (Chief Executive Officer).

## Нагороди і відзнаки
- Орден «За заслуги» І ст. (22 серпня 2016) за значний особистий внесок у державне будівництво, соціально-економічний, науково-технічний, культурно-освітній розвиток України, вагомі трудові здобутки та високий професіоналізм[4].
- Орден «За заслуги» ІІ ст. (27 червня 2013) за значний особистий внесок у державне будівництво, соціально-економічний, науково-технічний, культурно-освітній розвиток України, вагомі трудові здобутки та високий професіоналізм[5].
- Орден «За заслуги» III ст. (30 серпня 2007) за вагомий внесок у розвиток підприємництва та ринкової інфраструктури в Україні[6].
- Почесна грамота Верховної Ради України (22 вересня 2005) за особливі заслуги перед Українським народом[7].
- Подяка Прем’єр-міністра України (2 вересня 2005) за сумлінну працю, вагомий внесок у забезпечення Ради з питань зовнішньоекономічної діяльності при Кабінеті Міністрів України та з нагоди Дня підприємця.
- Почесне звання «Заслужений економіст України» (08 листопада 2004)[8].
- Почесна грамота Кабінету Міністрів України (12 жовтня 2004) за вагомий внесок у забезпечення сільського господарства і промисловості сучасною автомобільною технікою.

## Досягнення
- Група компаній VIDI Віталія Джуринського на 67-му місці серед «202 Бізнес-чемпіонів» рейтингу найбільших недержавних компаній України від Forbes Ukraine[9].
- Група компаній VIDI Віталія Джуринського увійшла до рейтингу New Voice «ТОП-50 найбільших інвесторів під час великої війни»[10].
- Група компаній VIDI Віталія Джуринського отримала почесну нагороду «Лідер галузі: автомобільний ринок України» в рейтингу галузевих лідерів, за версією журналу «ТОП-100. РЕЙТИНГИ НАЙБІЛЬШИХ»[11].
- Бізнес VIDI Віталія Джуринського в рейтингу «200 лідерів української економіки» від Forbes.ua в розділі «Рітейл» посів 21-е місце[12].
- «ТОП-100. Рейтинг найбільших компаній України». «ВіДі Груп» посіла перше місце в галузевому рейтингу серед автодилерів[13].
- Віталій Джуринський став фіналістом конкурсу «Підприємець року 2010» Ernst & Young в Україні[14].

## Благодійність
- Митрополит Епіфаній відкрив виставку-проєкт «Дякую Серцем», а також відзначив благодійників і меценатів. Серед нагороджених був і засновник групи компаній VIDI Віталій Джуринський[15].
- Митрополит Епіфаній провів зустріч з родиною Джуринських — Віталієм, Олександром та Олегом Джуринськими. З благословіння Предстоятеля Православної Церкви України Блаженнійшого Митрополита Епіфанія сторони підписали Меморандум про співпрацю щодо збереження, відновлення (реставрації) руїн костелу та палацу XVII-XIX ст. в с. Нирків Тернопільської області[16].
- Меценат Недільної школи Віталій Джуринський дарує школі новий мікроавтобус[17].
- Фонд компетентної допомоги армії «Повернись живим» спільно з групою компаній VIDI успішно завершили проєкт «Драйв розвідки». Його мета — зібрати 15 мільйонів гривень на 5 командних пунктів управління безпілотними літальними апаратами для бригад Морської піхоти ЗСУ[18].
- Віталій Джуринський - засновник Києво-Печерської недільної школи імені Преподобного Нестора Літописця при Свято-Успенській Києво-Печерській Лаврі[19].
- Разом з Начальником Київської обласної військової адміністрації Русланом Кравченко, Віталій Джуринський передав захисникам неба Київщини штабний броньований автомобіль[20].
- Віталій Джуринський зробив благодійний внесок 1 млн грн до фонду «Повернись живим»[21].
- Гості церемонії нагородження «Підприємець року» від Forbes Ukraine зібрали на благодійність $579 000. Перший лот – колекційна горілка «Нептун» з автентичним підписом Валерія Залужного – був проданий за $18 000 Віталію Джуринському, засновнику VIDI[22].

## Інтерв’ю
- «Люди – драйвер бізнесу: як VIDI стає опорою для співробітників». Про кадрову стратегію та щоденну підтримку команди, що налічує понад 1300 співробітників, розповіли засновник VIDI Віталій Джуринський та співвласник і CEO Олександр Джуринський. Forbes.ua – Київ, 28.04.2025.
- «Сімейні цінності, лідерство та традиції». Інтерв'ю з Віталієм Джуринським, засновником групи компаній VIDI. Biz.nv.ua – Київ, 11.07.2024.
- «Від мрії до успіху: як родина Джуринських побудувала автодинастію VIDI». Інтерв'ю з Віталієм Джуринським, засновником групи компаній VIDI. European Business Association Ukraine (eba.com.ua) - Київ, 01.07.2024.
- «Лідер має пройти вогонь, воду і мідні труби». Директорія: практичний MBA від #Forbes на реальних кейсах, щоб прокачати навички управління на прикладі Віталія Джуринського, засновника групи компаній VIDI. Офіційна Youtube-сторінка Forbes Ukraine – Київ, 20.06.2024.
- «Історія успіху. 30 років розвитку групи компаній VIDI.». Якими були всі ці роки, які рішення сприяли успіху бізнесу групи і як вони приймалися – про це і багато іншого читачам AUTO-Consulting розповів засновник VIDI Віталій Джуринський. Інтернет-ресурс інформаційно-аналітичної групи AUTO-Consulting – Київ, 21.05.2024.
- «VIDI – сімейний бізнес, побудований на принципах любові до Батьківщини та прагненні до успіху». Інтерв'ю з Віталієм Джуринським, засновником групи компаній VIDI; Олександром Джуринським, СЕО VIDI; Олегом Джуринським, співласником VIDI. Forbes.ua – Київ, 6.05. 2024.
- «30 років VIDI: шлях до успіху, сімейні цінності та відповідальність». Віталій Джуринський про непростий шлях до успіху в автомобільному бізнесі, важливість сімейних цінностей та трансформацію компанії в умовах воєнного часу. Delo.ua - Київ, 15.04.2024.
- «Автомобілі для перемоги. Як група компаній VIDI зустріла велику війну і зробила допомогу фронту системним процесом». Віталій Джуринський – засновник групи компаній VIDI та голова великої сім’ї – веде бізнес по-родинному. Разом із сином Олександром, який нещодавно став СЕО групи VIDI, вони на власному прикладі показують працівникам компанії, як правильно з точки зору принципів своєї родини ставитися до всіх, з ким зводить робота та життя. Forbes.ua – Київ, 26.02.2024.
- «Let’s Talk з Віталієм Джуринським». Інтерв’ю Ганни Деревянко, виконавчого директора Європейської Бізнес Асоціації. з Віталієм Джуринським, засновником групи компаній VIDI. (електроний). European Business Association Ukraine (ЕВА). Офіційна Youtube-сторінка European Business Association Ukraine (ЕВА) – 4.12.2023.
- Українська автодинастія. Як завдяки родинним цінностям VIDI стала успішною та залишається такою під час війни. Інтерв’ю з Віталієм Джуринським, засновником групи компаній VIDI	.(електроний) Forbes.ua – Київ, 23.10. 2023.